# Autumn Phillips
Autumn Patricia Phillips, född Kelly den 3 maj 1978 i Montréal, Kanada, var 2008–2021 hustru till Peter Phillips, son till Mark Phillips och Anne, prinsessa av Storbritannien.
Phillips växte upp i det engelskspråkiga Pointe-Claire, en förstad till Montréal. Hon gick i katolsk grund- och gymnasieskola och tog examen i östasiatiska studier vid McGill University 2002. Hon träffade sin framtida make i Montreal 2003. Den 30 juli 2007 eklaterades förlovningen och de gifte sig den 17 maj 2008 i St. George's Chapel i Windsor Castle. För att Peter Phillips skulle få behålla sin plats i tronföljden konverterade hon före bröllopet från katolicismen till den anglikanska kyrkan.
Den 29 december 2010 föddes deras dotter Savannah Anne Kathleen som är Elizabeth II:s första barnbarnsbarn och deras andra dotter Isla Elizabeth föddes den 29 mars 2012. Döttrarna är nummer 13 respektive 14 i den brittiska tronföljden.
Under 2019 separerade Autumn och Peter Phillips, och deras skilsmässa blev klar år 2021.